# Takie Lebra
Takie Sugiyama Lebra (6 de fevereiro de 1930 – 26 de Maio de 2017) foi uma antropóloga e professora do Japão. As suas "contribuições para a antropologia do Japão são consideradas como fundamentais".
Ela nasceu em uma vila rural na Província de Shizuoka, Japão. Frequentou a escola primária no Japão e a graduação na Faculdade Tsuda, em Tóquio, em 1951. Ela se formou pela Universidade Gakushuin, em Tóquio, com uma licenciatura em Ciência Política em 1954. Ela, então, completou seus estudos na Universidade de Pittsburgh, obtendo um mestrado em Ciência Política, em 1960, e o Doutoramento em Sociologia (também da Universidade de Pittsburgh), em 1967.
Lebra foi professora no Departamento de Antropologia da Universidade do Havaí, a partir de 1971 até sua aposentadoria em 1996. Ela também realizava visitas a posições na Universidade de Washington, a Universidade de Michigan, Universidade Oxford Brookes, na Universidade de Harvard e à Universidade Nacional de Singapura. Ela era uma professora popular com seus cursos (especialmente em Estudos Japoneses), atraindo muitos estudantes. Enquanto ensinava no Havaí, ela era uma especialista do Japão, de psicolpgia, da antropologia, da cultura e da organização social. Ela também foi uma autora, tendo escrito 7 livros sobre a cultura japonesa e a venda de mais de 66.000 cópias. Ela ganhou vários prémios, incluindo um John Simon Guggenheim Fellowship, um Fulbright Council for International Exchange, um Wenner-Gren Foundation for Anthropological Research e um Japan Foundation Research Fellowship. Ela também recebeu prémios do Joint Committee on Japanese Studies of the American Council e do Social Science Research Council. Ela foi membro do conselho de administração da Society for Psychological Anthropology, do US-Japan Women’s Journal e da Journal of Japanese Studies.
O seu livro de 1995 Acima das Nuvens, do Estado de Cultura da Moderna Nobreza Japonêsa foi o primeiro estudo etnográfico da aristocracia japonesa moderna, em que ela explicou o Kazoku, um assunto hereditário do Império do Japão.
Um obituário resume a sua carreira: "Takie Lebra será lembrada por sua forma como combinava o intelecto com humor. Para os seus muitos estudantes e colegas, ela demonstrou que a vida da mente nunca se deve esquecer o corpo, que somos criaturas conduzidos como um todo que abraça emoções, relações, instituições e ideias. Ela ensinou que somos apenas e sempre muito humanos, e, no final, isso pode ser o suficiente."